# Ipertensione venosa
L'ipertensione venosa è l'aumento della pressione nel sistema venoso.
L'aumento può dipendere dall'ipertensione arteriosa, dall'ostruzione di tronchi venosi, aumento della pressione nell'atrio destro ostacolando l'afflusso del sangue al cuore.
I sintomi sono quelli della stasi circolatoria, il sangue stagna a livello degli arti, il passaggio del plasma dai capillari ai tessuti forma degli edemi periferici.
| Controllo di autorità | Thesaurus BNCF 22689 |